# Parcul Natural Porțile de Fier
Parcul Natural Porțile de Fier este o arie protejată de interes național ce corespunde categoriei a V-a IUCN (parc natural), situat pe teritoriile administrative ale județelor Caraș-Severin și Mehedinți, situat, în cea mai mare parte a sa, în regiunea geografică cunoscută sub numele de Defileul Dunării sau Clisura Dunării.

## Descriere
Parcul natural declarat prin Legea Nr.5 din 6 martie 2000 (privind aprobarea Planului de amenajare a teritoriului național - Secțiunea a III-a - arii protejate), se află în sud-vestul României, limita sudică a acestuia fiind malul românesc al Dunării. La est se învecinează cu localitatea Dr. Tr. Severin (Mehedinți), la vest cu localitatea Socol (Caraș-Severin). La nord, de la confluența Nerei cu Dunărea, Vârfurile Tâlva Blidarului, Svinecea Mică și Mare, urmărește interfluviul Dunării format de afluenții acesteia.
Se întinde pe o suprafață de aproximativ 115.665,8 ha, fiind unul dintre cele mai mari parcuri naturale din România (locul 2), având în componența sa 18 rezervații. Principala formă de relief sunt munții, în componența sa intrând prelungirile sudice ale Munților Banatului (Munții Locvei și Munții Almăjului), Munții Mehedinți și o parte din Podișul Mehedinți.

## Arii protejate
În componența Parcului Natural Porțile de Fier au fost declarate 18 arii protejate.

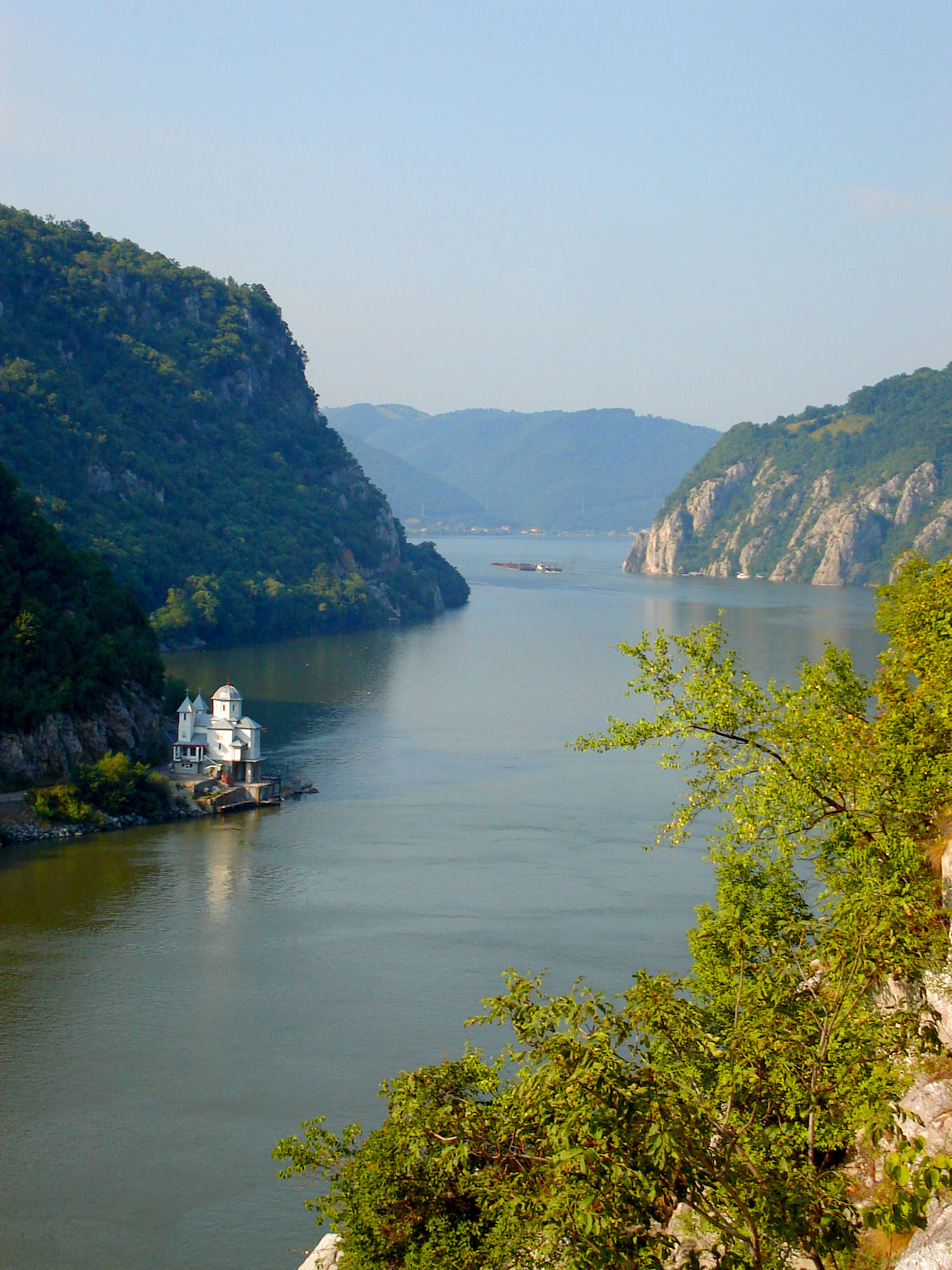
Imagine din sit - Cazanele Dunării

| Nr.crt | Denumirea rezervației naturale    | Tip            | Categorie IUCN | Suprafață |
| ------ | --------------------------------- | -------------- | -------------- | --------- |
| 1.     | Dealul Vărănic                    | mixtă          | IV             | 350 ha    |
| 2.     | Cracul Găioarei                   | botanică       | IV             | 5 ha      |
| 3.     | Valea Oglănicului                 | botanică       | IV             | 150 ha    |
| 4.     | Cracul Crucii                     | botanică       | IV             | 2 ha      |
| 5.     | Fața Virului                      | botanică       | IV             | 6 ha      |
| 6.     | Gura Văii - Vârciorova            | mixtă          | IV             | 305 ha    |
| 7.     | Dealul Duhovnei                   | forestiera     | IV             | 50 ha     |
| 8.     | Locul fosilifer Bahna             | paleontologica | III            | 10 ha     |
| 9.     | Cazanele Mari și Cazanele Mici    | mixtă          | IV             | 215 ha    |
| 10.    | Locul fosilifer Svinița           | paleontologica | III            | 95 ha     |
| 11.    | Zona umedă Ostrov - Moldova Veche | avifaunistică  | IV             | 1627 ha   |
| 12.    | Peștera cu apă din Valea Polevii  | mixtă          | IV             | 3,2 ha    |
| 13.    | Valea Mare                        | botanică       | IV             | 1179 ha   |
| 14.    | Divici - Pojejena                 | avifaunistică  | IV             | 498 ha    |
| 15.    | Râpa cu lăstuni din Valea Divici  | mixtă          | IV             | 5 ha      |
| 16.    | Zona umedă Insula Calinovăț       | avifaunistică  | IV             | 24 ha     |
| 17.    | Baziaș                            | mixtă          | IV             | 170,9 ha  |
| 18.    | Balta Nera - Dunăre               | mixtă          | IV             | 10 ha     |

## Geografie
În Munții Almăjului se înregistrează altitudinea maximă din Parcul Natural Porțile de Fier - vârful Teiul Moșului (alt. 968 m). Munții Locvei se întind de la Nera (în vest) până la Valea Cameniței (în est). Altitudinea maximă o ating în vârful Poiana Lisa (547,7 m) apoi coboară treptat până în Valea Dunării și Valea Nerei. Între Valea Râlii și Coronini (Pescarii), în partea de sud a Munților Locvei se desfășoară Depresiunea Moldova Nouă, care a permis formarea ostrovului Calinovăț. Procesele actuale de modelare (șiroire, torențialitate) au generat un microrelief carstic cu văi torențiale cu aspect de mic canion. Munții Mehedinți și Podișul Mehedinți se află parțial în Parcul Natural Porțile de Fier, pe direcția vest-est, de la Valea Cernei, în vest, până la extremitatea estică a parcului și coboară în altitudine de la nord la la sud și est.

## Geologie
Parcul Natural Porțile de Fier se suprapune structurii tectonice în pânză a Munților Carpați. Se remarcă patru unități majore: Unitățile Danubiene, Pânza de Severin, Pânza Getică și Pânza Supragetică.

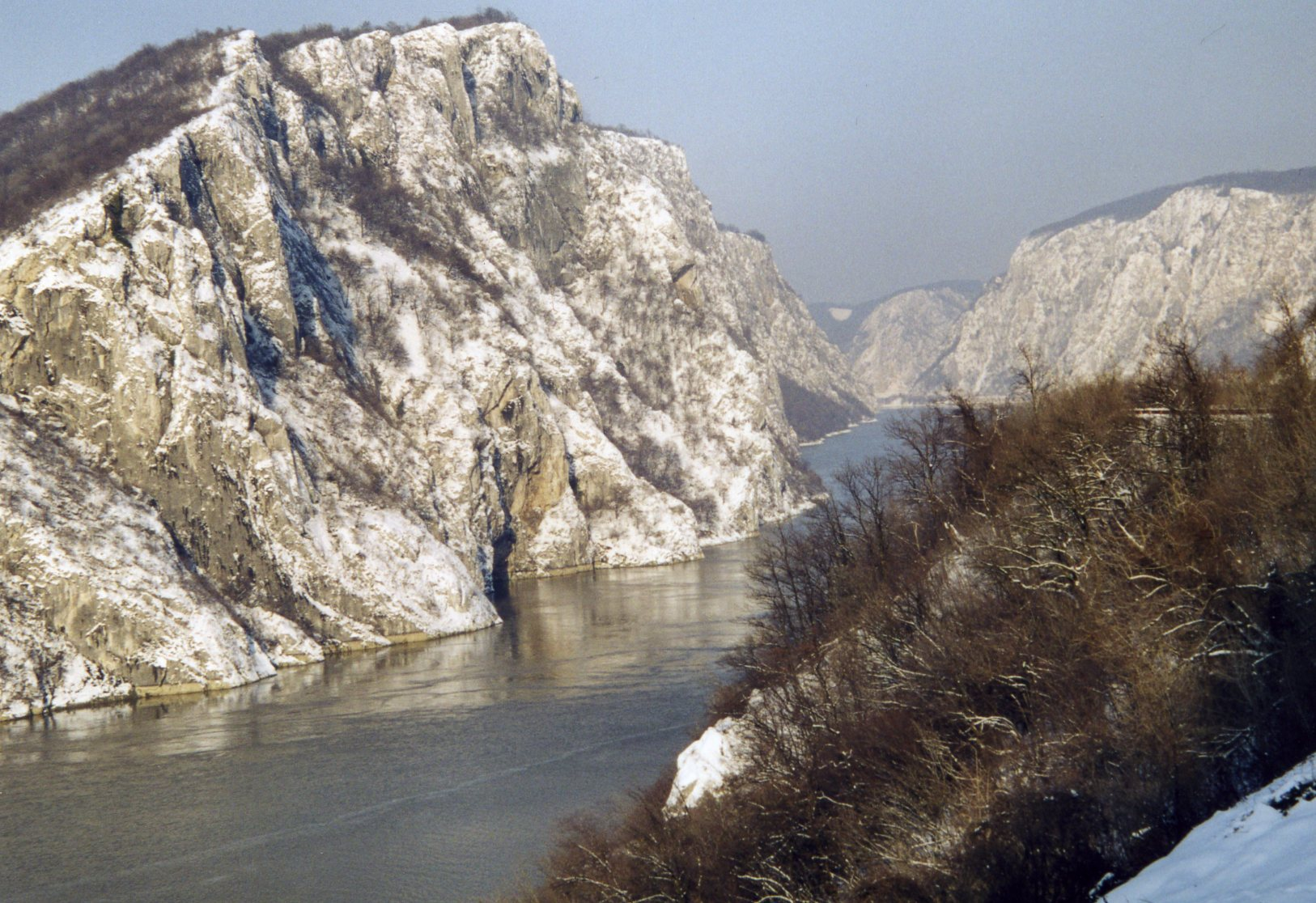
Defileul Dunării

Unitățile Danubiene sunt prezente în partea centrală și estica a Parcului Natural Porțile de Fier în arealul Munților Almăj și includ un fundament metamorfic reprezentat prin gabrouri, serpentinite, gnaise, șisturi metamorfice sericito-cloritoase, micașisturi, filite, cuarțite etc.
Pânza de Severin este alcătuită din formațiuni sedimentare flișoide de vârstă Jurasic superior - Cretacic inferior (Strate de Sinaia). Pânza aflorează pe sectorul Orșova – Drobeta Turnu Severin într-un afloriment spectaculos la Vârciorova, în amonte de Cazanele Mari (viaductul Grăniceri) precum și la confluența dintre pârâul Sirina și Dunăre.
Pânza Getică aflorează în partea vestică a Parcului Natural Poțile de Fier în arealul Munților Locvei și la est de Valea Cernei. Fundamentul metamorfic este reprezentat prin șisturi metamorfice cu diferit grad de metamorfism. Alături de acestea sunt prezente intruziunile magmatice – masivul granitic de Sichevița și banatite și învelișul sedimentar al Bazinului Reșița, cu depozite de vârstă Paleozoic mediu și superior precum și Mezozoic (calcare, marnocalcare, marne).
Pânza Supragetică prezintă fundament metamorfic, este o pânză de forfecare de soclu, alcătuită din formațiuni cristaline prealpine și depozite sedimentare paleozoice superioare și mezozoice, subțiri și lacunare cu petice de eroziune. Intruziunile magmatice sunt reprezentate de masivul de granitoide de la Sichevița, de vârstă hercinică.

## Biologie și ecologie

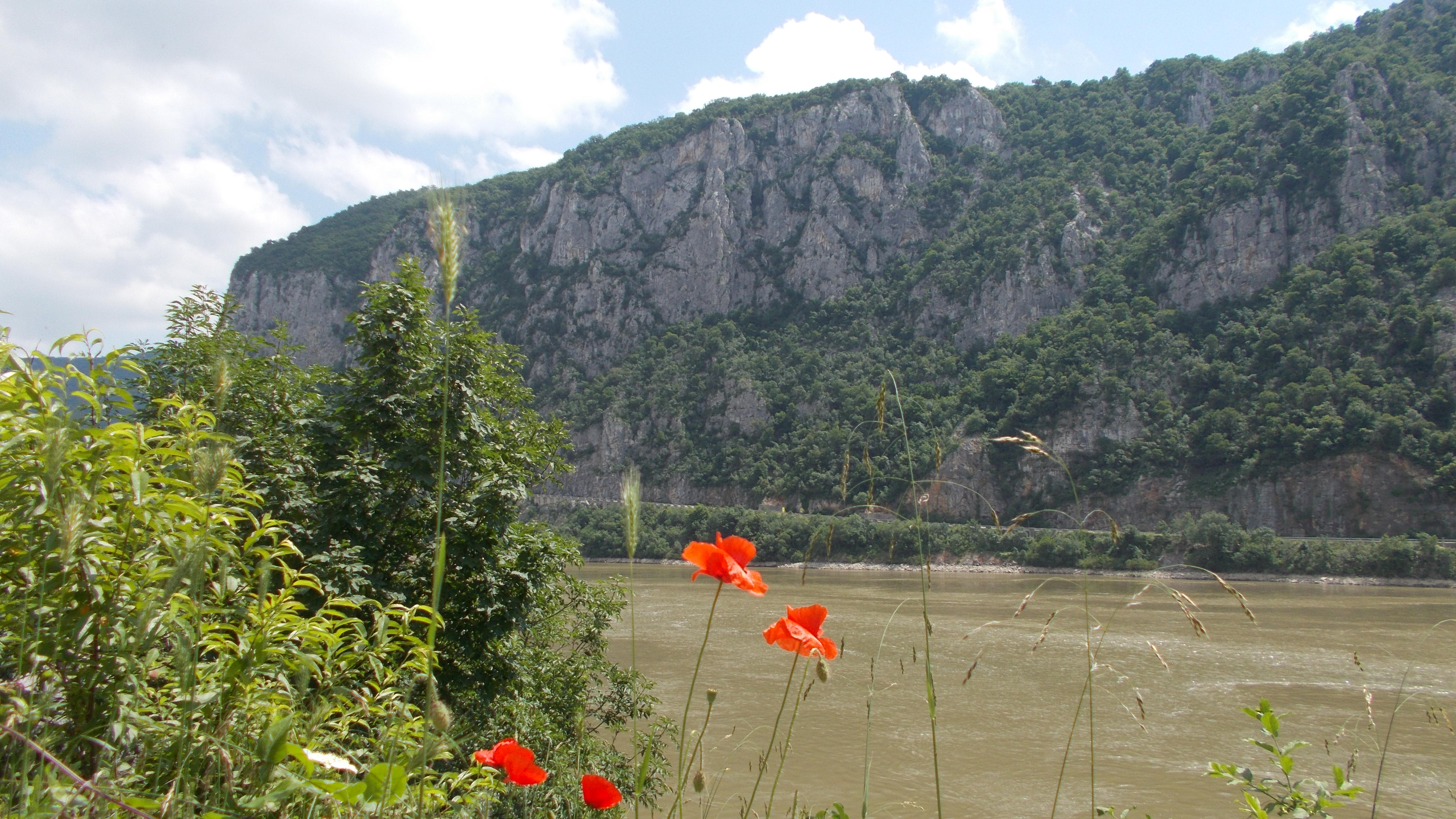
Imagine din sit

Parcul Natural Porțile de Fier reprezintă o zonă de convergență a lumii vegetale și animale dintre Câmpia Panonică și Câmpia Română, Defileul Dunării făcând legatura între aceste regiuni. Climatul cu influențe mediteraneene (veri calde și uscate și ierni blânde cu ploi bogate) din această regiune, a favorizat prezența multor plante și animale iubitoare de căldură, care s-au adaptat la condițiile din acest spațiu geografic. Parcul Natural Porțile de Fier se încadrează din punct de vedere biogeografic în Subprovincia banto-getică, ce este inclusă la rândul său în provincia dacică (Călinescu, 1968). La rândul ei, provincia dacică aparține Subregiunii mediteraneene, prezența a numeroase specii submediteraneene și mediteraneene fiind un argument în acest sens. Influențele dacice și submetideraneene interacționează, ducând la formarea unor grupări vegetale complexe, unice în România, ce constituie vegetație de tip submediteranean.

## Floră și faună
În arealul parcului trăiesc specii de plante și animale cu importanță majoră atât pentru România cât și pentru Europa. Specia Tulipa hungarica (laleaua cazanelor) este endemică, crescând pe abrupturile din zona Ciucaru Mare (Cazanele Dunării), fapt pentru care este specie strict protejată de lege. Dintre celelalte specii strict protejate, mai amintim: Testudo hermanni boettgeri (țestoasă de uscat), Vipera ammodytes (vipera cu corn), Canis lupus (lupul), Lacerta viridis (gușterul), Ruscus aculeatus (ghimpele), Campanula crassipes (clopoțeii Cazanelor), Daphne laureola, Taxus baccata etc.
În parc se întâlnesc aproape jumătate dintre speciile de plante de pe teritoriul României.

### Floră
Flora Parcului Natural Porțile de Fier este reprezentată printr-un amestec de flore boreale, montane cu cele de origine mediteraneană. Totodată se constată coborârea în altitudine a unor elemente montane și urcarea unor elemente sudice. Au fost descrise și identificate 171 de asociații vegetale de cormofite cuprinse în 20 de clase de vegetație, din care 26 sunt endemice.

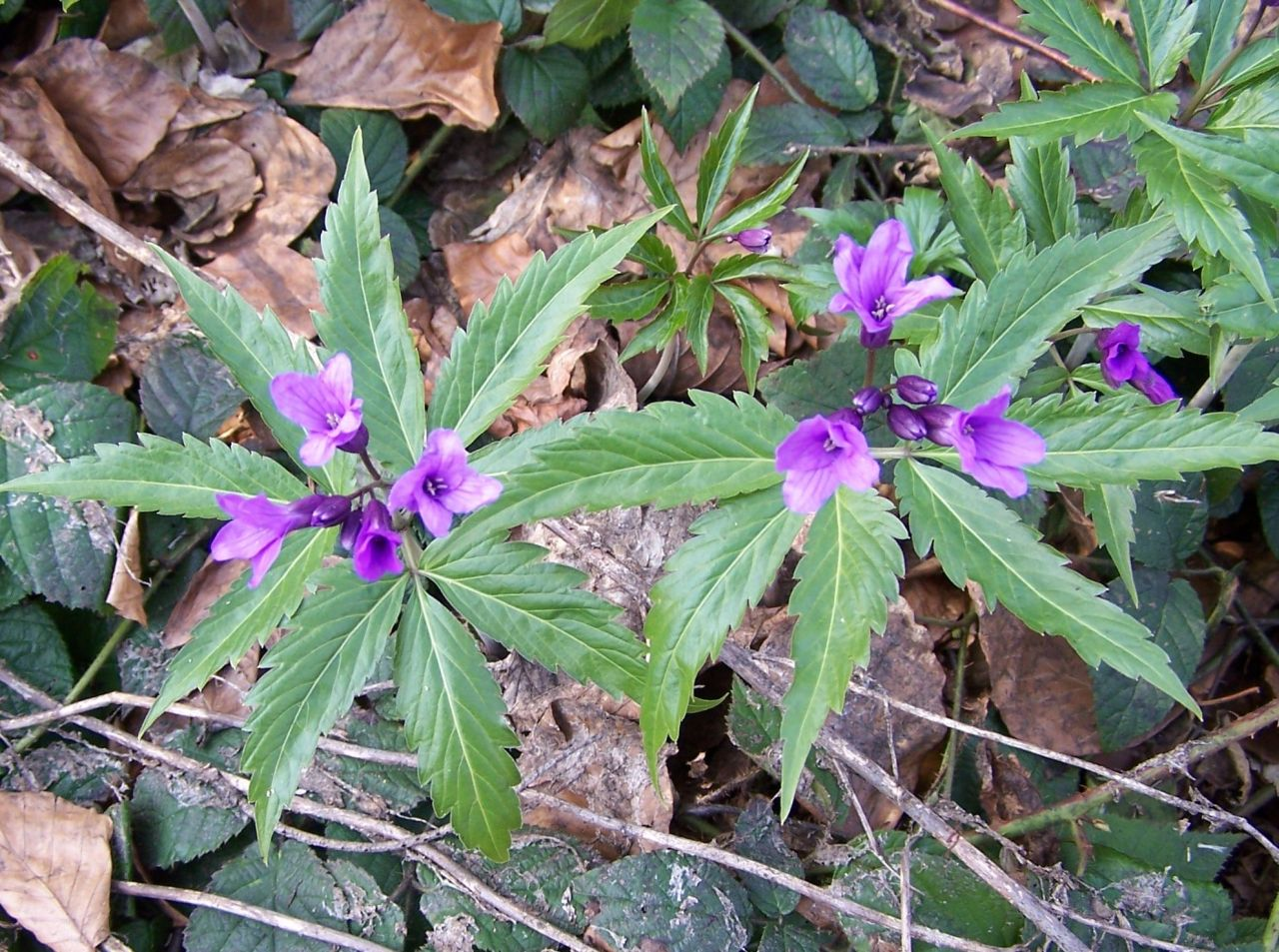
Breabăn (Dentaria glandulosa)

Speciile endemice importante care se găsesc în Parcul Natural Porțile de Fier sunt: pinul negru (Pinus nigra ssp banatica), mierluță de cataracte (Minuartia cataractarum), mărarul Porților de Fier (Pragnos carinata), colilia Porților de Fier (Stipa danubialis), laleaua cazanelor (Tulipa hungarica), garofița bănățeană (Dianthus banaticus), barba ungurului (Dianthus spiculifolius), clopoțeii cazanelor (Campanula crassipes), breabănul (Dentaria glandulosa), sorbul dacic (Sorbus dacica), cimbrișor (Thymus comosus). Elemente mediteraneene ajung în Defileul Dunării la altitudini mari: cerul (Querqus cerris), gârnița (Querqus frainetto), scumpia (Cotinus coggyria), mojdreanul (Fraxinus ornus), liliacul sălbatic (Syringa vulgaris), alunul turcesc (Corylus colurna).
Vegetația din spațiul Parcului Natural Porțile de Fier este alcătuită din păduri, tufărișuri, pajiști și grupări ruderale. Pădurea domină peisajul general și aparține în majoritate etajului nemoral.
Subetajul făgetelor se desfășoară între 500 – 1000 m, în structura pădurilor de fag european (Fagus sylvatica) se mai întâlnesc fagul tauric (Fagus taurica), Fagus moesica și fagul oriental (Fagus orientalis).
Subetajul pădurilor de amestec cu elemente termofile este situat la altitudini cu valori mai mici de 300 m și este alcătuit mai ales din asociații în care domină specii termofile: cerul (Quercus cerris), gârnița (Quercus frainetto), stejar pufos (Quercus pubescens) și cărpiniță (Carpinus orientalis). Ca element endemic pentru acest subetaj semnalăm pinul negru de Banat (Pinus nigra subsp.banatica), întâlnit mai ales pe stâncării cu sol subțire, arealul cel mai bine conturat în Parcul Natural Porțile de Fier se găsește la Cioaca Borii, lângă Tricule - Șvinița.
Arealele cu vegetație higrofilă sunt destul de restrânse, fiind situate în sectoarele de luncă a râurilor afluente Dunării, în defileul propriu – zis, dar și în unele bazinete de confluență cum sunt cele ale Cernei, Eșelniței, Mala, Mraconiei, Camenița, Liubcova, Plavișevița, Liubotina. În componența acestora intră mai multe specii de salcie :salcie alba (Salix alba), răchită (Salix fragilis), salcie (Salix triandra), răchită roșie (Salix purpurea), plopul alb (Populus alba) și plopul negru (Populus nigra), iar pe culoarele văilor unor afluenți ai Dunării, anin negru (Alnus glutinosa).
În subarbustiv vegetează cătină roșie (Tamarix tetrandra) sau murul de miriște (Rubus caesius). Pajiștile sunt destul de restrânse ca suprafață, fiind intercalate între păduri și terenuri agricole. Zona Cazanelor se diferențiază de restul Parcului Natural Porțile de Fier prin bogăția floristică deosebită și prin numărul ridicat de endemisme. Se întâlnesc astfel elemente floristice precum laleaua galbenă de Cazane (Tulipa hungarica); specie aflată pe lista roșie a IUCN, cornul bănățean (Cerastium banaticum), cosaci (Astragalus rochelianus), clopoțeii Cazanelor (Campanula crassipes). Elementele mediteraneene situate la altitudini relativ mari sunt: scumpia (Cotinus coggygria), laleaua de Banat (Tulipa hungarica subsp. undulatifolia), vișinul turcesc (Padus mahaleb), ghimpele (Ruscus aculeatus), cornișorul (Ruscus hypoglossum), vița sălbatică (Vitis sylvestris).

### Faună
În arealul Parcului Natural Porțile de Fier au fost identificate 34 de specii aparținând clasei Mammalia, care populează habitate diverse din parc. Liliecii, elemente de origine mediteraneană, populează peșterile din arealul parcului: Peștera Veterani, Peștera Ponicova, Peștera Gaura cu Muscă, Peștera fără Nume.
Carnivorele populează suprafețele montane împădurite din parc. Sunt prezente atât prin speciile de mari dimensiuni cum ar fi ursul (Ursus arctos), lupul (Canis lupus), vulpea (Vulpes vulpes), râsul eurasiatic (Lynx lynx) cât și prin speciile de dimensiuni reduse, cum sunt mustelidele: dihorul de casă (Putorius putorius), viezurele (Meles meles), jderul de copac (Martes martes). Din fauna parcului nu lipsesc ierbivorele, fiind reprezentate prin cerb (Cervus elaphus), căprior (Capreolus capreolus), porcul mistreț (Sus scrofa).
În Parcul Natural Porțile de Fier au fost semnalate 14 specii de amfibieni și 17 specii de reptile dintre care emblematică pentru parc este Țestoasa lui Hermann (Testudo hermanni boettgeri). Dintre speciile de reptile amintim șopârla de pădure (Darevskia pontica), șopârla de ziduri (Podarcis muralis), șopârla de camp (Podarcis taurica), gușterul (Lacerta viridis), balaurul (Dolychophis jugularis) și vipera cu corn (Vipera ammodytes).

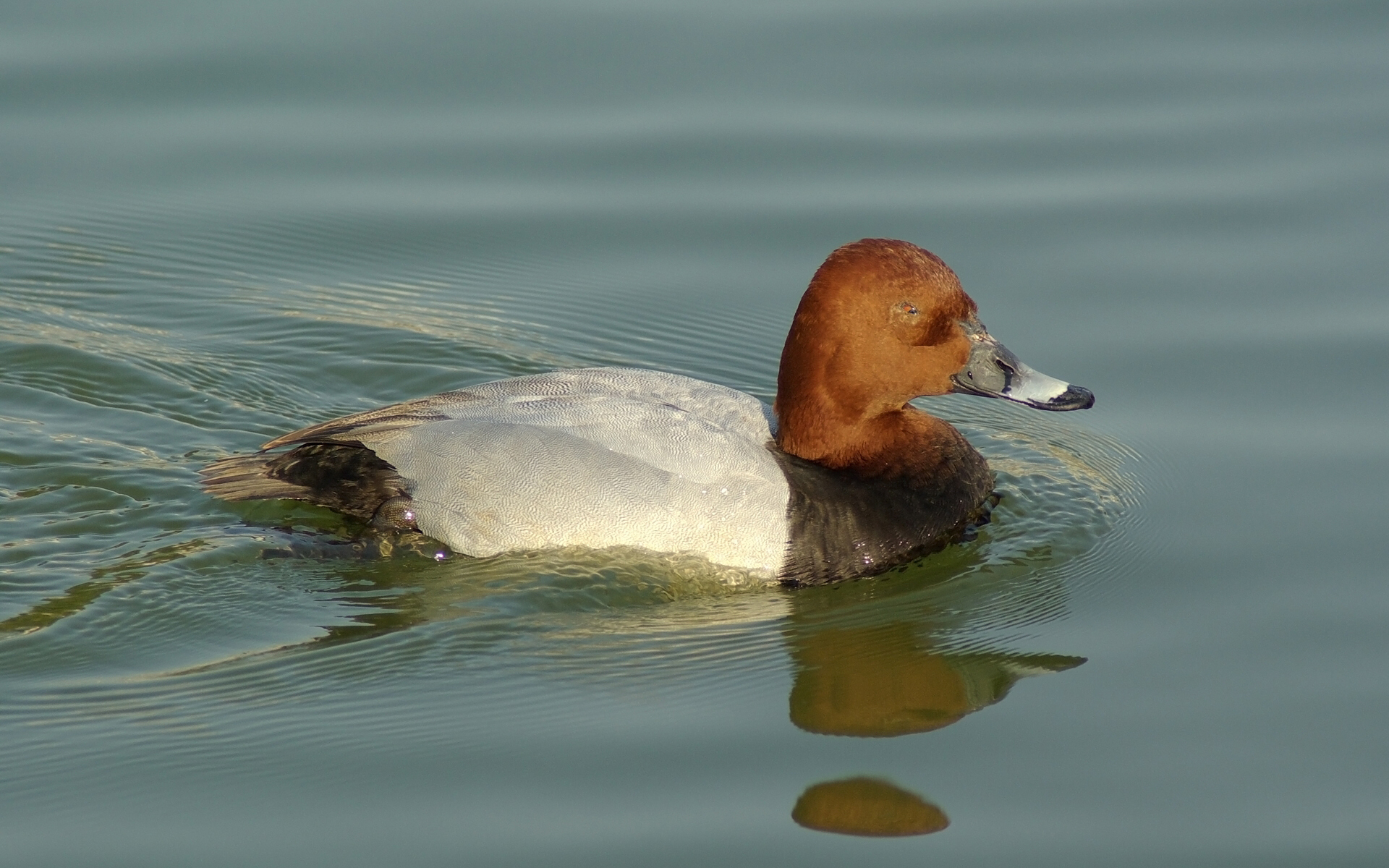
Rața cu cap castaniu (Aythya ferina)

De asemenea au fost identificate 205 specii de păsări, din care 133 au statutul de specii strict protejate (Anexa nr. II a Convenției de la Berna privind conservarea vieții sălbatice și a habitatelor naturale din Europa), 37 au statutul de specii protejate (Anexa nr. III a Convenției de la Berna), iar 3 specii - rața roșie (Aythya nyroca), acvila țipătoare (Aquila clanga) și vânturelul mic (Falco naumanni) sunt incluse în Anexa nr. I a Convenției de la Bonn asupra Conservării Speciilor Migratoare de Animale Sălbatice. Crearea barajului de la Porțile de Fier I a determinat apariția de noi zone umede care reprezintă importante habitate pentru păsările acvatice și limnicole. În perioada de iarnă-primăvară pot fi observate pe suprafața lacului și în zonele umede limitrofe acestuia un număr mare de păsări acvatice cum ar fi: cormoranul mic (Phalacrocorax pygmaeus), cormoranul mare (Phalacrocorax carbo), stârcul cenușiu (Ardea cinerea), egreta mare (Egretta alba), rața mică (Anas crecca), rața roșie (Aythya nyroca) rața cu cap castaniu (Aythya ferina), rața moțată (Aythya fuligula), ferestrașul mic (Mergus albellus), lișița (Fulica atra).

## Clima
Climatul Parcului Natural Porțile de Fier este influențat de circulația aerului cald de origine mediteraneana sesizabil cu precădere în zona montană unde temperatura aerului înregistrează valori mai ridicate comparativ cu alte regiuni montane ale tării. În apropierea Defileului Dunării, climatul este apropiat celui mediteranean, media multianuală fiind de circa 11 °C. La Orșova temperatura medie multianuală este de 11,2 °C, valoarea temperaturilor medii a lunii celei mai reci oscilează între -1 și 1°C, iar cea a lunii celei mai calde între 20-23 °C. Valorile medii anuale cresc treptat de la vest spre est, înregistrându-se 11,2 °C la Moldova Nouă, 11,4 °C la Berzasca, 11,5 °C la Svinița, 11,6 °C la Drobeta Turnu-Severin. Temperaturile minime absolute sunt legate de stagnarea maselor de aer rece de circulație estică. În aceste condiții temperatura aerului poate scădea până la -25 °C. Valorile record au fost de -27,8 °C în ianuarie 1942, -24,6 °C la Drobeta Turnu-Severin în ianuarie 1947, -20 °C în ianuarie 1985 la Berzasca. Temperatura maximă absolută înregistrează valori de 41 °C în Moldova Veche, 42,6 °C la Svinița, 42,5 °C la Orșova, 42,6 °C la Drobeta Turnu-Severin. Stratul de zăpadă atinge valoarea cea mai mare în Februarie (20-35 cm), dar nu durează foarte mult, circa 30-40 de zile/an.

## Hidrologie

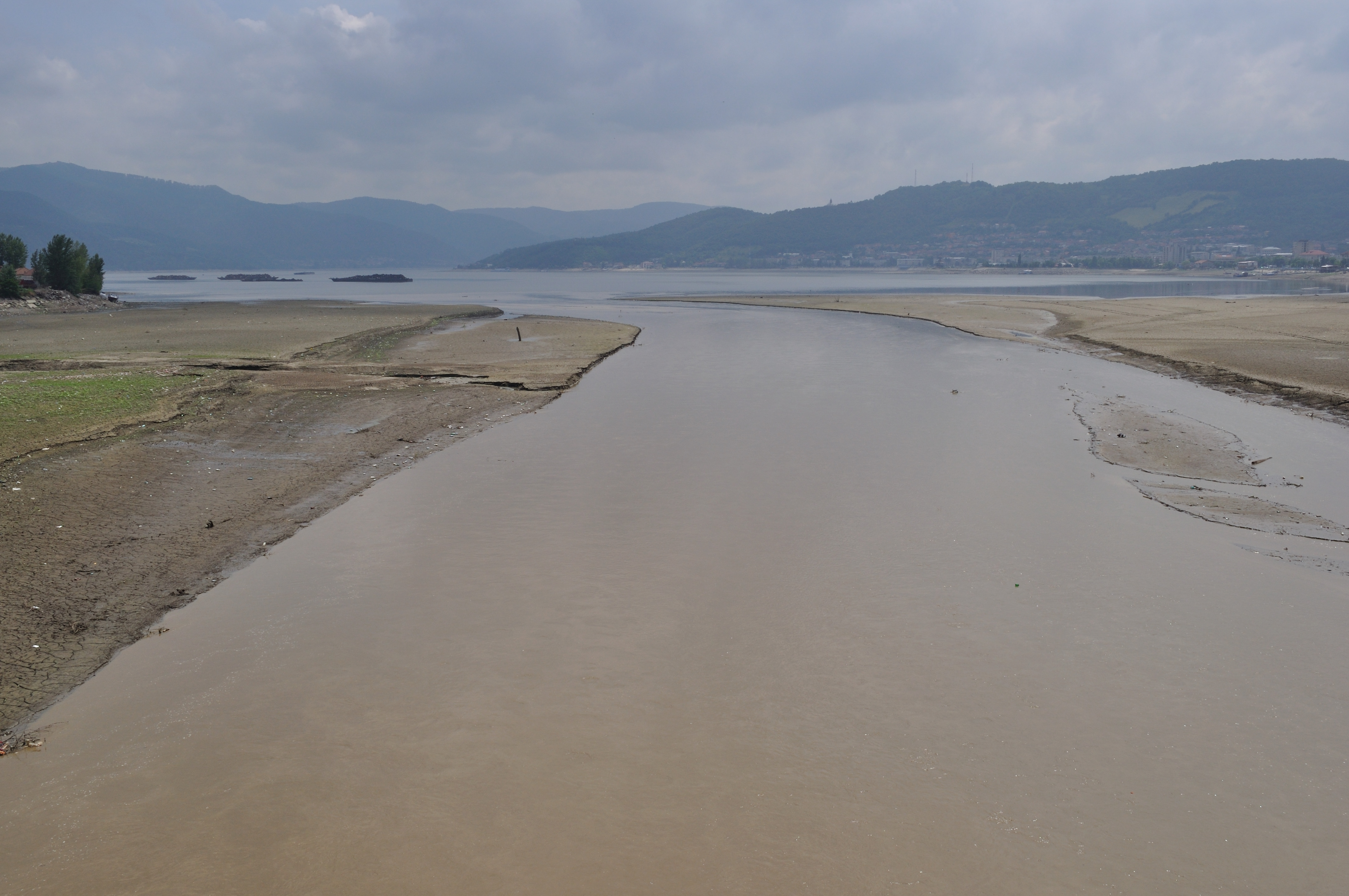
Râul Cerna la vărsare în Dunăre

Șenalul navigabil al Dunării conturează limita de sud a Parcului Natural Porțile de Fier iar in Defileu aceasta primește afluenți care își au izvoarele în munții Semenic, Locvei, Almăjului, Cernei și Mehedinți. Principalele cursuri de ape de la vest la est sunt: Nera, Ribișul, Valea Mare, Radimna, Pârva, Moldova, Liborajdea, Camenița, Oravița, Berzasca, Sirinia, Tisovița, Plavișevița, Mraconia, Ogradena, Mala, Eșelnița, Cerna, Bahna, Vârciorova, Jidoșița.
Afluenții direcți ai Dunării au un caracter montan de la izvoare până la vărsare. Pe lângă cursurile de apă principale se regăsesc și cursuri de apă care prezintă caracter temporar, cu bazine de recepție mici și caracter torențial: Stariște, Recița, Iuți, Liubotina, Povalina etc. Construirea barajului de la Gura Văii și formării lacului de acumulare Porțile de Fier I a condus la inundarea tuturor gurilor de vărsare a afluenților direcți ai Dunării și transformarea lor în golfuri de diferite dimensiuni. Golfurile cu dimensiunile cele mai mari sunt cele ale Cernei, Bahnei (în apropierea barajului de la Porțile de Fier I) și al Mraconiei. Afluenții Dunării din Parcul Natural Poțile de Fier se caracterizează prin ape mari, viituri de primăvară și iarnă, scurgerea de iarnă fiind mai mare datorita climatului mediteranean care determină topirea timpurie a zăpezii.

## Lacul de acumulare Porțile de Fier I

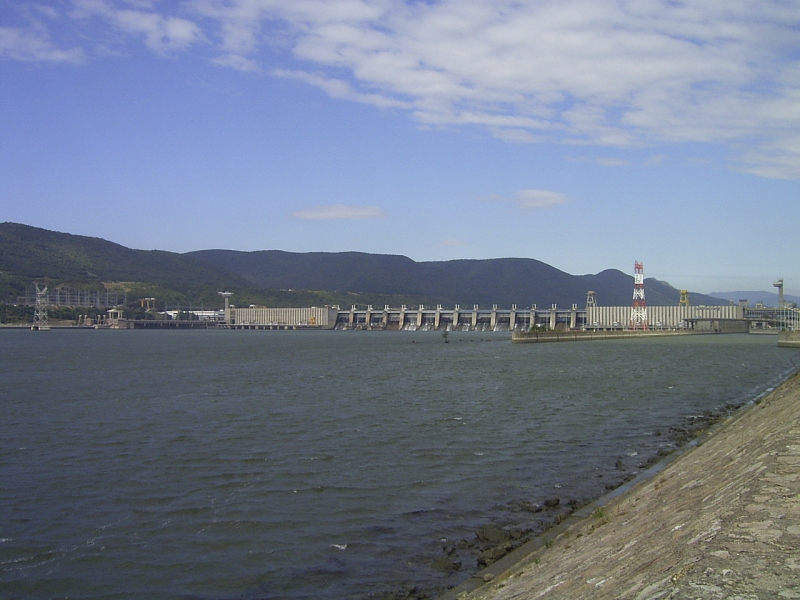
Barajul de la Porțile de Fier

Construirea barajului de la Gura Văii s-a realizat în parteneriat cu Iugoslavia în perioada 1964-1972, și a produs mutații semnificative la nivelul ecosistemelor naturale și umane. Lacul de acumulare Porțile de Fier I reprezintă cea mai mare amenajare hidrotehnică din România, dar și din lungul Dunării. A fost construit în spatele barajului de la Gura Văii care are o înălțime de 60,6 m.
Lacul are o suprafață de 700 km² și o lungime de 130 km.

## Comunități umane
În anul 2010, populația Parcului Natural Porțile de Fier era de 45735 locuitori, la care se adaugă populația din Gura Vaii, parte componentă a orașului Drobeta Turnu-Severin. Cele mai populate centre sunt Orșova cu 12726 locuitori și Moldova Nouă care împreună cu Moldova Veche, Moldovița și Măcești număra 13.049 locuitori. Caracteristicile reliefului, dar și restructurările impuse de acumularea de la Porțile de Fier determină o densitate scăzută a populației aproximativ 45 locuitori/km². Ariile cu densități mai mari ale populației sunt localizate în depresiuni (Moldova Nouă, Liubcova-Berzasca, Orșova) și pe platourile calcaroase din apropiere (100 loc/km² în Moldova Nouă, 50-80 loc/km² în comunele Coronini și Gârnic). Cea mai ridicată densitate se înregistrează în orașul Orșova (300 loc/km²). La nivelul anului 2010, structura pe sexe a populației Parcului Natural Porțile de Fier relevă o ușoară predominare a sexului feminin (50,84%) față de cel masculin (49,16%). Din totalul de 45735 de locuitori, un procent de 48% locuiesc în mediul urban. Structura pe naționalități a locuitorilor Parcului Natural Porțile de Fier este reprezentată în majoritate de români (80,85%), urmată de populația de etnie sârbă, răspândită preponderent în partea vestică a parcului (11,31%). Cea de-a treia pondere este dată de populația de naționalitate cehă (4,79%), concentrată mai ales în localitățile Bigăr, Eibenthal, Sfânta Elena și Gârnic. Rromii se găsesc în special în localitățile Eșelnița și Berzasca, reprezentând pe ansamblu 1,72% din totalul populației. Alte naționalități: maghiari 0,73%, germani (șvabi) 0,39%, la acesta se adaugă un număr mic de slovaci, ucrainieni, bulgari și alte naționalități.

## Economie
Deoarece Parcul Natural Porțile de Fier dispune de resurse de substanțe minerale, activitățile industriale preponderente sunt legate în primul rând de exploatarea acestor resurse. Din cauza situației economice actuale, o parte a exploatărilor au fost închise iar altele și-au redus producția, mare parte a personalului a fost disponibilizat, situație care a condus la apariția unor probleme sociale grave (șomaj și scăderea nivelului de trai). Activități de exploatare a huilei se desfășoară la Cozla, Bigăr și Baia Nouă. La Ponicova există o stație de prelucrare a cuarțului iar la Sichevița o stație de concasare și sortare a pietrei. La Orșova există o stație de prelucrare a minereurilor nemetalice (feldspat, cuarț, talc), materia primă provenind de la exploatările din apropiere.
Industria energetică este reprezentată de Centrala Hidroelectrică Porțile de Fier care folosește apă din lacul de acumulare. Transportul curentului electric se face prin linii de înaltă tensiune cu numeroase ramificații care pornesc din dreptul barajului Porțile de Fier.
Industria alimentară este prezentă în orașele Orșova și Moldova Nouă, la care se mai adaugă mici unități de panificație (în Svinița, Berzasca etc).
Șantierul naval de la Orșova reprezintă una dintre cele mai importante unități economice cu capital străin din zonă.
În Parcul Natural Porțile de Fier agricultura practicată este una de subzistență deoarece suprafața terenurilor agricole este destul de redusă 28.500 ha, reprezentând 24,6% din suprafața totală a parcului. Structura suprafeței agricole este următoarea: pășuni 15,20%, terenuri arabile 11,91%, fânețe 6,65%, vii și livezi 0,88%.
Pescuitul este practicat în Parcul Natural Porțile de Fier încă din vechi timpuri fiind una din sursele de asigurare a hranei pentru localnici. Starea fondului piscicol în amonte de barajul de la Porțile de Fier al fluviului Dunărea s-a deteriorat din cauza modificării chimismului apelor și a pescuitului industrial.

## Transport
În Parcul Natural Porțile de Fier transporturile feroviare sunt prezente pe sectorul Drobeta-Turnu Severin-Orșova-Topleț, care se desfășoară în sectorul Gura Văii-Orșova pe o singură linie electrificată, pe care s-au construit numeroase tuneluri și viaducte din cauza reliefului accidentat.
Principalele căi de transport rutier de pe teritoriul parcului sunt porțiunea din drumul E70 între Drobeta Turnu-Severin-Orșova-Topleț, precum și DN57 - drum modernizat, Orșova-Moldova Veche-Pojejena-Oravița, construit în lungul Dunării și care reprezintă principala cale de acces în mai multe localități ale Parcului Natural Porțile de Fier. De la Moldova Veche pornește un drum modernizat, prin Moldova Nouă, spre Cărbunari și Sasca Montană. De asemenea, din Moldovița se desprinde un drum care trece prin Gârnic și coboară prin Sichevița în DN57. Accesul în zona interioară a parcului se face prin drumuri forestiere și comunale nemodernizate (spre Ilovița și Bahna, ramificație din E70), Bigăr (din Cozla 17 km) și spre Eibenthal (drum modernizat).
Transportul fluvial se realizează prin porturile Drobeta Turnu Severin, Orșova, Moldova Veche și Drencova, dar traficul este redus din cauza condițiilor economice actuale.

## Atracții turistice[6]
În vecinătatea parcului se află mai multe obiective de interes turistic (lăcașuri de cult, monumente istorice, vestigii arheologice, situri arheologice, arii protejate, zone naturale), astfel:
Cetatea Ladislau a fost ridicată în apropierea localității Coronini, pe malul stâng al Dunării, a funcționat ca punct de control al traficului pe Dunăre, prima menționare scrisă datează din secolul al XIV-lea. Pe malul sârbesc al Dunării se află Cetatea Golubăț, cetate pereche, aflată într-o stare mult mai bună de conservare.
Cetatea Tri Kule ale cărei ruine (două turnuri) se pot observa în prezent în apropierea localității Svinița. Cetatea a fost inundată în vederea amenajării lacului de acumulare Porțile de Fier I. Cel de-al treilea turn este în prezent acoperit de apă, fiind vizibil numai în perioadele în care debitul Dunării înregistrează valori scăzute. A fost construită în secolul al XV-lea cu scopul de a opri înaintarea otomană spre vest.
Mănăstirea Vodița a fost construită la 500 m de Dunăre pe teritoriul comunei Vârciorova, între anii 1370-1372. Întemeietorul mânăstirii a fost călugărul Nicodim de origine greaco-sârbă care a venit în Țara Românească în 1359 și care după construirea acestui lăcaș de cult a ridicat Mânăstirea Tismana (județul Gorj) între anii 1377-1378 cu sprijinul voievozilor Radu I și Dan I . Vechile ruine ale mânastirii Vodița se pot vedea și astăzi lângă biserica de lemn construită în anul 1995.
Mănăstirea Sfânta Ana a fost ridicată pe Dealul Moșului din Orșova între anii 1936-1939 de către ziaristul interbelic Pamfil Șeicaru, care a luptat ca infanterist în Primul Război Mondial și a fost decorat cu Ordinul „Mihai Viteazul”. Mănăstirea a fost construită în memoria mamei ziaristului și are hramul Sfânta Ana, sărbătorit în fiecare an la 25 iulie (Adormirea Sfintei Ana). Lăcașul este o mănăstire de maici și a fost sfințit abia în anul 1990.
Mănăstirea Mraconia a fost ridicată pe Valea Mraconiei și, de la ridicarea ei în anul 1523, a cunoscut o serie de transformări de-a lungul secolelor până la forma și amplasarea actuală. În timpul războiului ruso-austro-turc mănăstirea a fost distrusă. În anul 1931 se începea reconstrucția mănăstirii, dar ruinele au fost acoperite de apele Dunării în urma construirii barajului de la Porțile Fier I.
Biserica Sf. Nicolae cel Sărac din Orșova – prima mențiune a acestui lăcaș de cult este făcută în anul 1660. Biserica nouă a fost construită la la începutul secolului al XIX-lea, fiind una dintre cele mai mari din regiune. Odata cu strămutarea întregului oraș în vederea construirii lacului de acumulare Porțile de Fier I, între 1968-1970, biserica împreună cu toate cladirile aferente au fost demolate și reconstruite pe amplasamentul actual, respectând fidel planurile vechii biserici. Biserica a fost declarată monument istoric.
Biserica romano-catolică a fost construită între anii 1972-1976 în centrul Orșovei în apropierea Pieței 1800. Este un monument arhitectural unic în Europa, iar pictura interioară a fost realizată în stil modern.
Biserica Sf. Arhangheli construită din piatră în anul 1836 în stil baroc, pe vatra localității Berzasca, reprezintă cea mai veche biserică românească din Clisura Dunării.

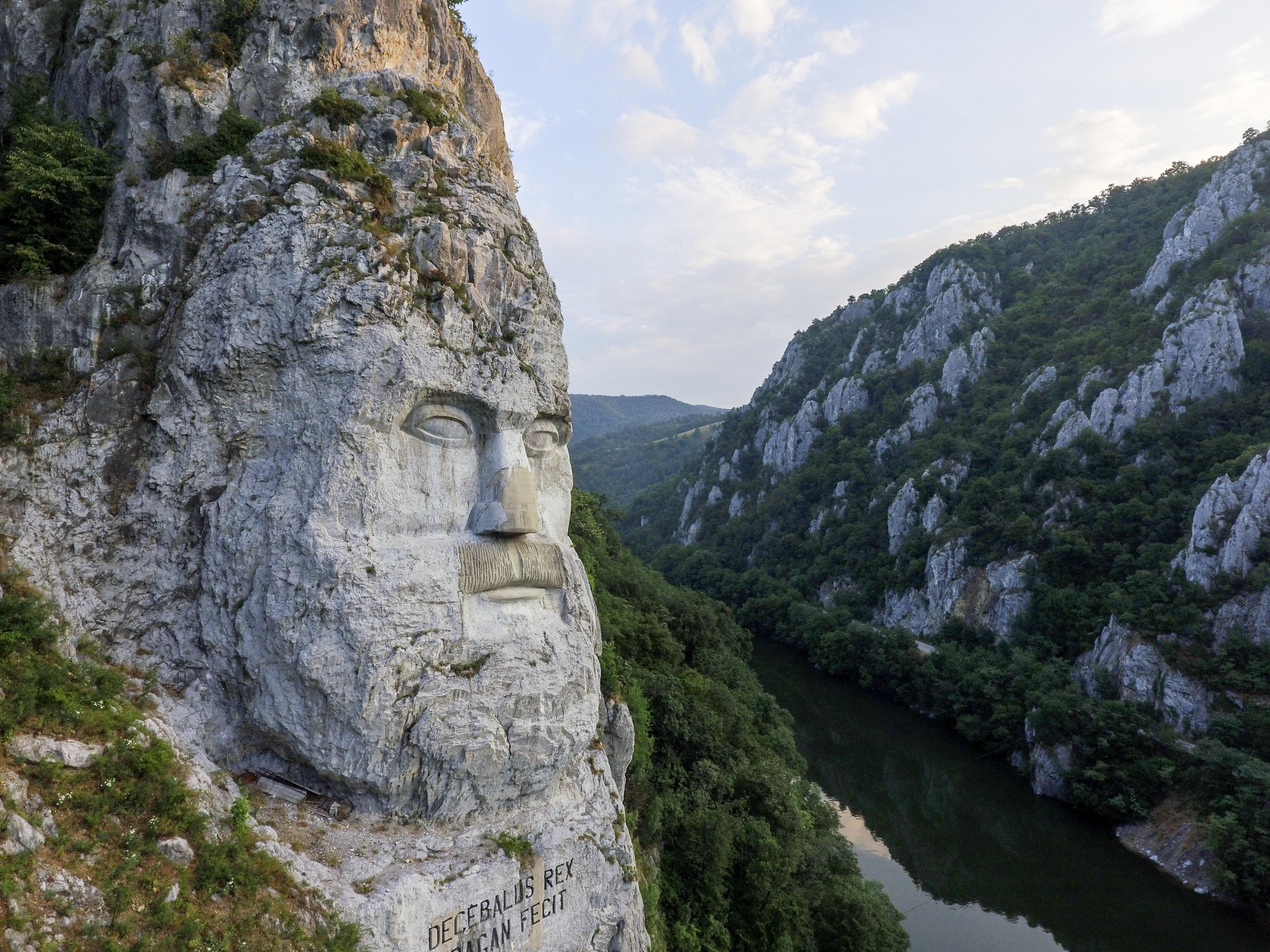
Chipul lui Decebal sculptat în stâncă

Chipul lui Decebal sculptat în stâncă, a fost un proiect a cărui inițiativă a aparținut lui Iosif Constantin Drăgan, fondator al Fundației Europene Drăgan. Proiectul a debutat în anul 1994 după schițele unui sculptor italian și a fost încheiat în anul 2005. Sculptura se află situată la gura de vărsare a râului Mraconia în Dunăre, are o înălțime de 40 m și o lățime de 25 m.
Peștera Gaura Chindiei II este situată în apropierea localității Pescari (județul Caraș-Severin) la 80 m altitudine față de nivelul Dunării este o peșteră de dimensiuni mici, măsurând numai 16 m lungime. Peștera a fost declarată rezervație arheologică, fiind descoperite urme de locuire din perioada protodacică și dacică, dar și urme de artă rupestră datată paleolitic și neolitic.
Peștera Veterani este situată în rezervația naturală Cazanele Mari la 25 de km distanță de Orșova. De-a lungul timpului peștera a fost folosită ca altar de sacrificiu sau de venerare a zeităților, dar și ca adăpost în timpul luptelor turco-austriece. În centrul peșterii se află un altar de piatră pe care erau sacrificate păsări. Dacii foloseau această peșteră pentru a-l venera pe Zamolxis, aici fiind descoperite resturi fosile de Ursus spelaeus și fosile de specii endemice.
Peștera Haiducilor (sau Gaura Haiducească) este situată în rezervația naturală Valea Mare, la 3 km de Moldova Nouă (județul Caraș Severin) și are o lungime de 1.370 m. Aici s-au găsit urme ale culturii mezolitice, se poate vizita doar partea luminată a Sălii Mari.

## Legături externe

RAMSAR Logo